# 咸朴島
咸朴島（韓語：함박도 / 함박섬）是一座位於朝鮮半島西岸的無人島，是唜島的附屬島嶼，位於該島西方約8.2公里處。 島名起源於其形狀類似名為함지박的餐具。现在該島由朝鲜民主主义人民共和国實際控制，但大韓民國聲稱其為韓國主權領土。

## 地理
該島面積為19971平方米，距離黄海的北方界線（NLL）约2公里。在退潮时，該島的灘塗可以連接西南約8.6公里處的隅島。仁川国际机场、仁川港和江华岛都距离该岛不到60公里。 

## 歷史
該島是一个无人岛，自古以來周圍的灘塗就是江华郡西島面漁民的漁場，但现在則禁止捕魚。 
- 1953年签署的《朝鲜停战协定》第13款丑项以及附图三顯示咸朴岛已于1918年歸屬京畿道江华郡西岛面，且已在地籍公簿中註冊。但是，該协定規定該海域中大韓民國的領土僅限於西海五島（白翎岛、大青岛、小青岛、延坪岛、隅島），因此依照该协定，咸朴岛成為朝鲜民主主义人民共和国領土[2][3]。
- 尽管該島靠近江华岛，但1965年時一名韩国渔民在该岛附近被绑架[4]，當時的韩国政府對朝鲜抗議，表示该岛为韩国国军的作戰範圍，且是大韩民国的领土[5][6][7][8]。
- 根据2004年12月发布的《仁川廣域市島嶼现状》，其中的无人岛名單中寫明咸朴岛归山林廳所有，島上駐紮有軍隊[9] 。
- 2010年11月23日，延坪岛发生炮击事件。12月2日，当时的大國家黨最高委員會委員鄭斗彦议员發言稱「隅島距離朝鮮的咸朴岛僅有8公里」[10][11][12][13][14]。
- 2017年5月，朝鲜人民军在该岛北部建立了军事基地，并安装了雷达等设备[1]。韓國国防部发表官方聲明认为该岛是北韓的领土[15]。为应对这一危机，在2019年10月15日舉行的國會國防委員會國政審查期間，韩国海军陆战队司令表示陸戰隊计划在紧急情况下將咸朴岛夷為平地[16]。

## 領土爭議
- 2019年6月24日，《週刊朝鮮》發表文章稱該島的登記住址是仁川廣域市江华郡西岛面唜岛里山97號，且国土交通部與海洋水產部都有文件表明該島是韩国領土，然而国防部卻将其视为朝鲜民主主义人民共和国的领土[15]。
- 2019年7月22日，《週刊朝鮮》再次發表文章稱咸朴岛因1953年停战协定而成為朝鲜民主主义人民共和国领土，但1978年12月30日的韩国林野統計簿卻將其登錄為韓國領土。2017年朝鲜在島上新建軍事設施，如果島是韩国领土，則表示這是朝鲜非法占领韓國領土；如果是朝鲜领土，那麼到目前为止將這座島登錄為韩国領土的政府部門犯有行政上的錯誤[17]。

## 出處
1. 1 2  . 朝鮮日報.   [2019-09-05].
2. ↑  경기도 강화군 서도면 말도 산1-96, 강화 임야조사부 （页面存档备份，存于） 행정안전부 국가기록원 지적아카이브, 2018년 1월 12일 확인.
3. ↑  한국 전쟁 정전협정 첨부 지도 17쪽 （页面存档备份，存于）, 2017년 8월 8일 확인.
4. ↑  심각한 북한 고민상 - 송환 어부 현지 보고 （页面存档备份，存于） 경향신문, 1954.11.20. 기사 중 "강화도에 딸린섬인 함박도"
5. ↑  함박도에서 조개 캐던 서해 어민 집단 납북 （页面存档备份，存于） 경향신문, 1965.11.1.
6. ↑  납북 어민 송환 （页面存档备份，存于） 동아일보, 1965.11.20.
7. ↑  억류 어민 3명 어제 귀환…2명만은 계속 억류 （页面存档备份，存于） 동아일보, 1965.12.28.
8. ↑  .   [2020-06-17]. （原始内容存档于2020-06-18）.
9. ↑  강욱. . 2004년 12월  [2019-09-01]. （原始内容存档于2019-09-01）.
10. ↑  최고위원회의 주요내용 보도자료 （页面存档备份，存于） 한나라당 대변인실, 2010.12.2. 자유한국당 보도자료 2018년 1월 12일 확인.
11. ↑  홍준표 "해병특전사령부 창설해야" （页面存档备份，存于） 연합뉴스, 2010.12.2.
12. ↑  썰물 땐 北과 갯벌로 연결 해병들 무장한 채 취침 （页面存档备份，存于） 주간조선, 2010.12.6. 기사 중 "우도에서 가장 가까운 북한의 섬은 함박도."
13. ↑  서해5도에 있는 우도를 아십니까 （页面存档备份，存于） 오마이뉴스, 2016.7.26. 기사 중 "우도에서 가장 가까운 북한 지역은 함박도이다."
14. ↑  야간경계 투입 앞둔 군장병들 "홍대클럽에 온것 같다" （页面存档备份，存于） 동아일보, 2016.10.21. 기사 중 "이 섬은 직선거리 10km 이내에 함박도 등 북한 섬 4개가 몰려 있다."
15. 1 2  . 주간조선. 2019-06-24  [2019-08-31]. （原始内容存档于2020-08-12）.
16. ↑  . 中央日報. 2019-10-16  [2019-10-17]. （原始内容存档于2019-10-17）.
17. ↑  . 주간조선. 2019-07-22  [2019-08-31]. （原始内容存档于2020-08-12）.